# Республика Тукуман
Республика Тукуман (исп. República de Tucumán) — ныне несуществующее государство со столицей в городе Сан-Мигель-де-Тукуман, располагавшееся на территории современной Аргентины. Оно образовалось после краха центральной власти в 1820 году и распалось в следующем году. «Республика» оставалась политической единицей в составе Соединенных провинций Рио-де-ла-Плата.

## Предыстория
В 1810 году стало известно о Майской революции в Буэнос-Айресе, столице вице-королевства Рио-де-ла-Плата. Совет Сантьяго-дель-Эстеро сначала отреагировал осторожно, но когда стало ясно, что соседняя провинция Сальта поддерживает революцию, к ней присоединился и Сантьяго-дель-Эстеро. 8 октября 1814 года верховный директор Гервасио Антонио де Посадас издал указ, согласно которому юрисдикции Сальта, Жужуй, Оран, Тариха и Санта-Мария должны быть объединены в провинцию Сальта со столицей в городе Сальта. Оставшаяся часть бывшей Интенденсия-де-Сальта-дель-Тукуман станет новой провинцией Тукуман, состоящей из Тукумана, Сантьяго-дель-Эстеро и Катамарки.
Этот указ вызвал традиционное соперничество между Тукуманом и Сантьяго-дель-Эстеро. 4 сентября 1815 года войска сепаратистов Сантьяго во главе с Франсиско Борхесом выступили с первой заявкой на независимость, но она была подавлена губернатором Бернабо Арозом. 20 апреля 1816 года депутаты Сантьяго-дель-Эстеро; Педро Леон Галло и Педро Франсиско де Уриарте присоединились к Тукуманскому конгрессу, на котором была провозглашена независимость Соединенных провинций Рио-де-ла-Плата. В ноябре 1816 г., Конгресс утвердил первую версию временных законов, изменив метод избрания губернаторов и заместителей губернаторов и сделав назначения подлежащими утверждению Верховным директором. 10 декабря 1816 года в Сантьяго-дель-Эстеро началось второе революционное движение, снова возглавленное Борхесом. Мануэль Бельграно подавил восстание, и 1 января 1817 года Борхес был расстрелян.
Города в то время были небольшими. Ещё в 1841 году в городах Катамарка и Сантьяго-дель-Эстеро проживало около 4000 жителей в каждом, а в Тукумане — 8000 жителей.

## Создание республики
После Битвы при Сепеде, 1 февраля 1820 года, центральное правительство было распущено. Губернатор Араос провозгласил Республику Тукуман, состоящую из провинций Тукуман, Катамарка и Сантьяго-дель-Эстеро. Эта и другие образовавшиеся в то время республики, такие как Республика Энтре-Риос, планировалось объединять в более крупную политическую группировку, возможно, даже в конфедерацию, объединяющую провинции бывших испанских вице-королевств Рио-де-Рио, Ла-Плата, Чили и Перу.
Для республики требовалась конституция. Для этого был созван совет руководителей бывших провинций, чтобы определить, как она будет организована. 6 сентября 1820 года совет утвердил конституцию республики, которая упразднила совет и сделала его членов министрами. Был создан Первый суд. Араос был назначен Верховным президентом. Конституция установила однопалатный законодательный орган и исполнительную власть во главе с президентом. Он находился под влиянием национальной конституции 1819 г. и носил унитарный и централизованный характер. Это оттолкнуло провинцию Катамарка, а также Сантьяго-дель-Эстеро, обе из которых двинулись к отделению.

## Отделение Сантьяго-дель-Эстеро
Жители Сантьяго-дель-Эстеро были склонны к независимому существованию. Араос послал Хуана Баутисту Паса организовать выборы депутатов с вооруженными силами, во главе с Хуаном Франсиско Эчаури. Одним из первых действий Эчаури было изменение членов муниципалитета в пользу людей Тукумана. Затем он попытался контролировать выборы депутатов Конгресса, который должен был собраться 20 марта 1820 года. Народ Сантьяго-дель-Эстеро восстал, при поддержке вооруженных сил Фуэрте-де-Абипонеса во главе с Хуаном Фелипе Ибаррой, который победил Эчаури в сражении 31 марта 1820 года и вынудил его отступить в Тукуман. Ибарра был назначен первым губернатором провинции Сантьяго-дель-Эстеро, а 27 апреля 1820 г. издал манифест, провозгласивший автономию провинции. В конце концов договором от 5 июня 1821 года был заключён между Тукуманом и Сантьяго.
В 1823 году к власти пришел новый законодательный орган под председательством доминиканского монаха Мануэля Переса. Генерал Бернабе Араос был казнен в 1824 году. Его останки покоятся в церкви Сан-Мигель-де-Тукуман.